# Novîi Mîr, Tomakivka
Novîi Mîr (în ucraineană Новий Мир) este un sat în comuna Vîvodove din raionul Tomakivka, regiunea Dnipropetrovsk, Ucraina.

## Demografie
Componența lingvistică a localității Novîi Mîr
     Ucraineană (94,96%)
     Rusă (5,04%)
Conform recensământului din 2001, majoritatea populației localității Novîi Mîr era vorbitoare de ucraineană (94,96%), existând în minoritate și vorbitori de rusă (5,04%).